# Kiyotaka Ishimaru
Kiyotaka Ishimaru (Osaka, 30 oktober 1973) is een voormalig Japans voetballer.

## Carrière
Kiyotaka Ishimaru speelde tussen 1996 en 2006 voor Avispa Fukuoka, Kyoto Purple Sanga en Ehime FC.